# Lepidostoma dafila
Lepidostoma dafila är en nattsländeart som beskrevs av Bueno-soria och Contreras-ramos 1986. Lepidostoma dafila ingår i släktet Lepidostoma och familjen kantrörsnattsländor. Inga underarter finns listade i Catalogue of Life.